# Ljungs socken, Bohuslän
Ljungs socken i Bohuslän ingick i Inlands Fräkne härad, ingår sedan 1971 i Uddevalla kommun och motsvarar från 2016 Ljungs distrikt.
Socknens areal är 42,71 kvadratkilometer varav 40,97 land. År 2000 fanns här 3 908 invånare. Tätorten Ljungskile samt sockenkyrkan Ljungs kyrka ligger i socknen.

## Administrativ historik
Ljungs socken har medeltida ursprung.
Vid kommunreformen 1862 övergick socknens ansvar för de kyrkliga frågorna till Ljungs församling och för de borgerliga frågorna bildades Ljungs landskommun. Landskommunen hade bestånd till 1952 då den förenades med Grinneröds och Resteröds landskommuner till Ljungskile landskommun som 1971 uppgick i Uddevalla kommun. Församlingen uppgick 2011 i Ljungskile församling.
1 januari 2016 inrättades distriktet Ljung, med samma omfattning som församlingen hade 1999/2000.
Socknen har tillhört län, fögderier, tingslag och domsagor enligt vad som beskrivs i artikeln Inlands Fräkne härad. De indelta soldaterna tillhörde Bohusläns regemente, Fräkne kompani och de indelta båtsmännen tillhörde 2:a Bohusläns båtsmanskompani..

## Geografi och natur
Ljungs socken ligger söder om Uddevalla vid viken Ljungskilen. Socknen består av dalgångsbygder mellan bergshöjder.
Naturreservatet Bratteforsån ingår i EU-nätverket Natura 2000. Tjöstelsröd är ett naturvårdsområde. De största insjöarna är Kolbengtserödsjön som delas med Forshälla socken samt Stora Skarsjön.
Sätesgårdar var Anfasteröds herrgård, Hälle herrgård, Simmersröds herrgård och Tjöstelsröds herrgård.
I Ljungskile fanns förr ett gästgiveri.
| - Aröd, by nära Ljungskile. - Berg - Branseröd - Dirhuvud - Fjället - Gusseröd - Håle - Klev - Kolbengtseröd, by i Grinneröds och Ljungs socknar. - Kärr, by vid Ljungskilen. - Ljungskile - Rävehogen - Skafteröd - Tjöstelsröd - Tön - Åker, by vid Ljungskilen. | - Anfasteröd, gård vid viken Ljungskile - Brattefors - Grötån - Gunneröd - Hoven - Hälle, herrgård vid Ljungskilen. - Korsviken - Kärrstegen - Maden - Simmersröd, herrgård vid Ljungskilen. - Skogen - Skälläckeröd - Stengårdseröd |

## Fornlämningar
Cirka 75 boplatser och tre hällkistor från stenåldern har påträffats. Från bronsåldern finns gravrösen. Från järnåldern finns ett fem mindre gravfält, två fornborgar ocgh rester av en monumental skeppssättning.

## Befolkningsutveckling
Befolkningen ökade från 720 1810 till 3 490 1990.

## Namnet
Namnet skrevs 1341 Lyng och kommer från kyrkbyn. Namnet innehåller lyng (ljung) syftande på ljungbeväxt mark.